# Echinopsis
Genre

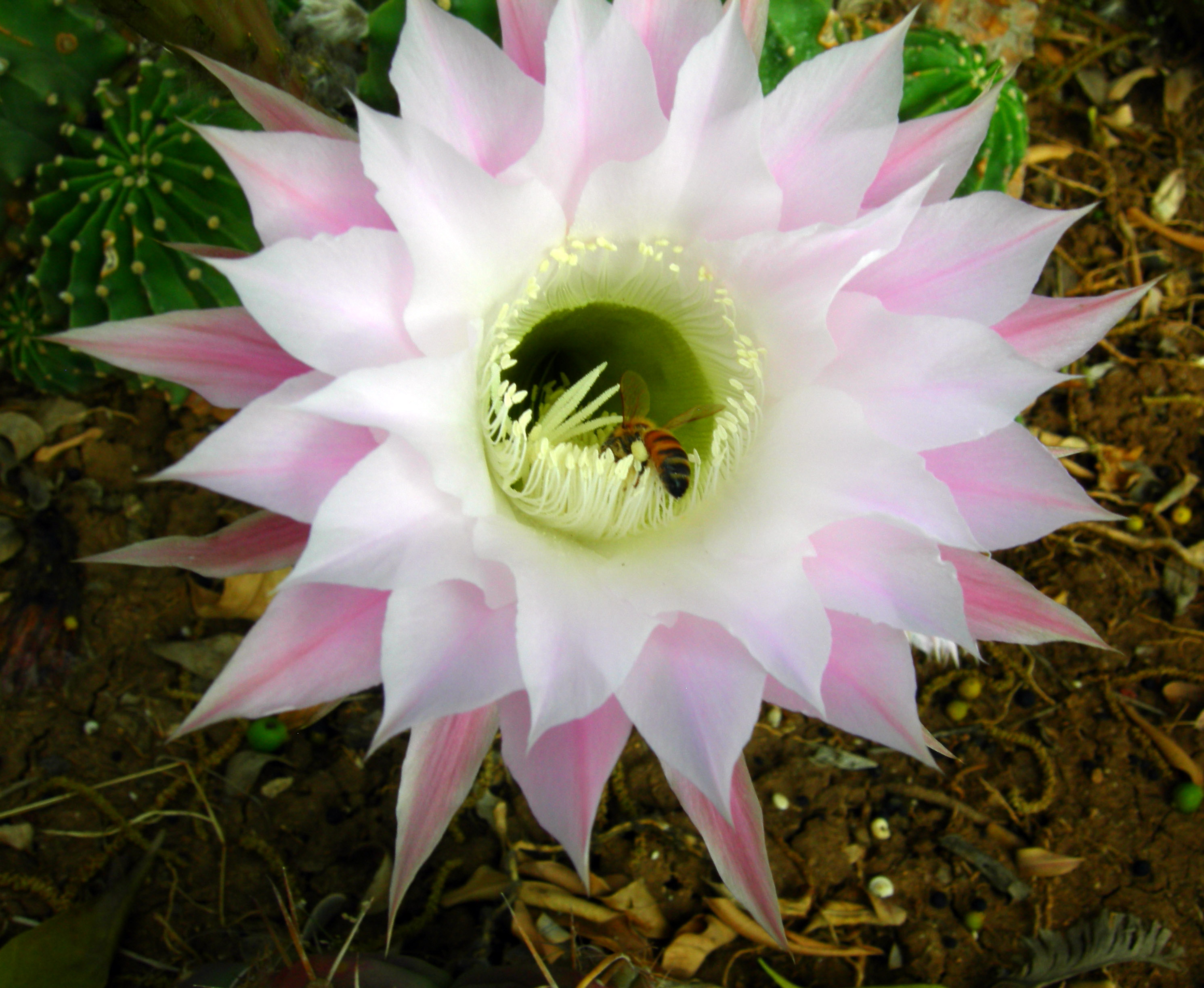
Echinopsis eyriesii

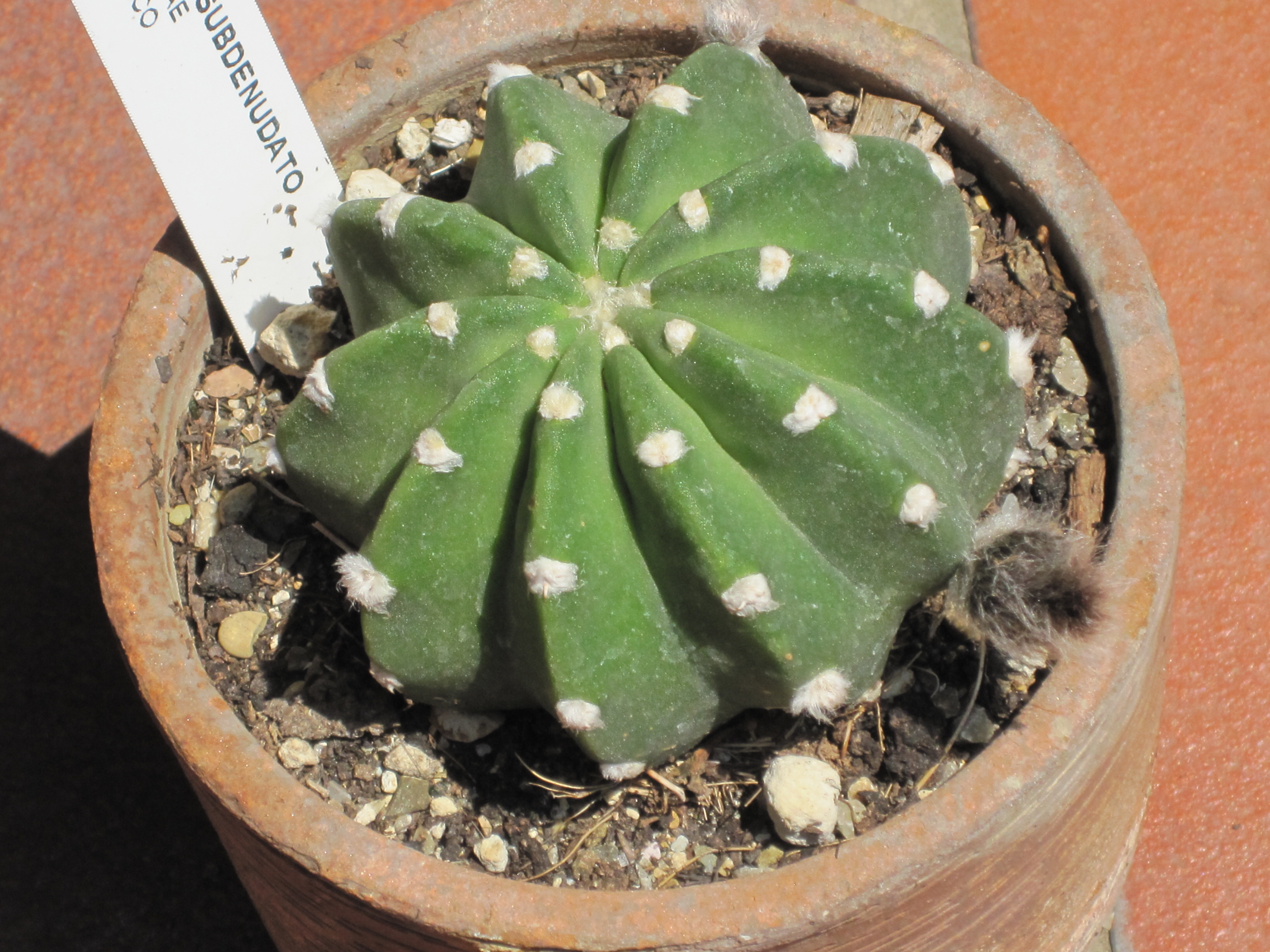
Echinopsis subdenudata

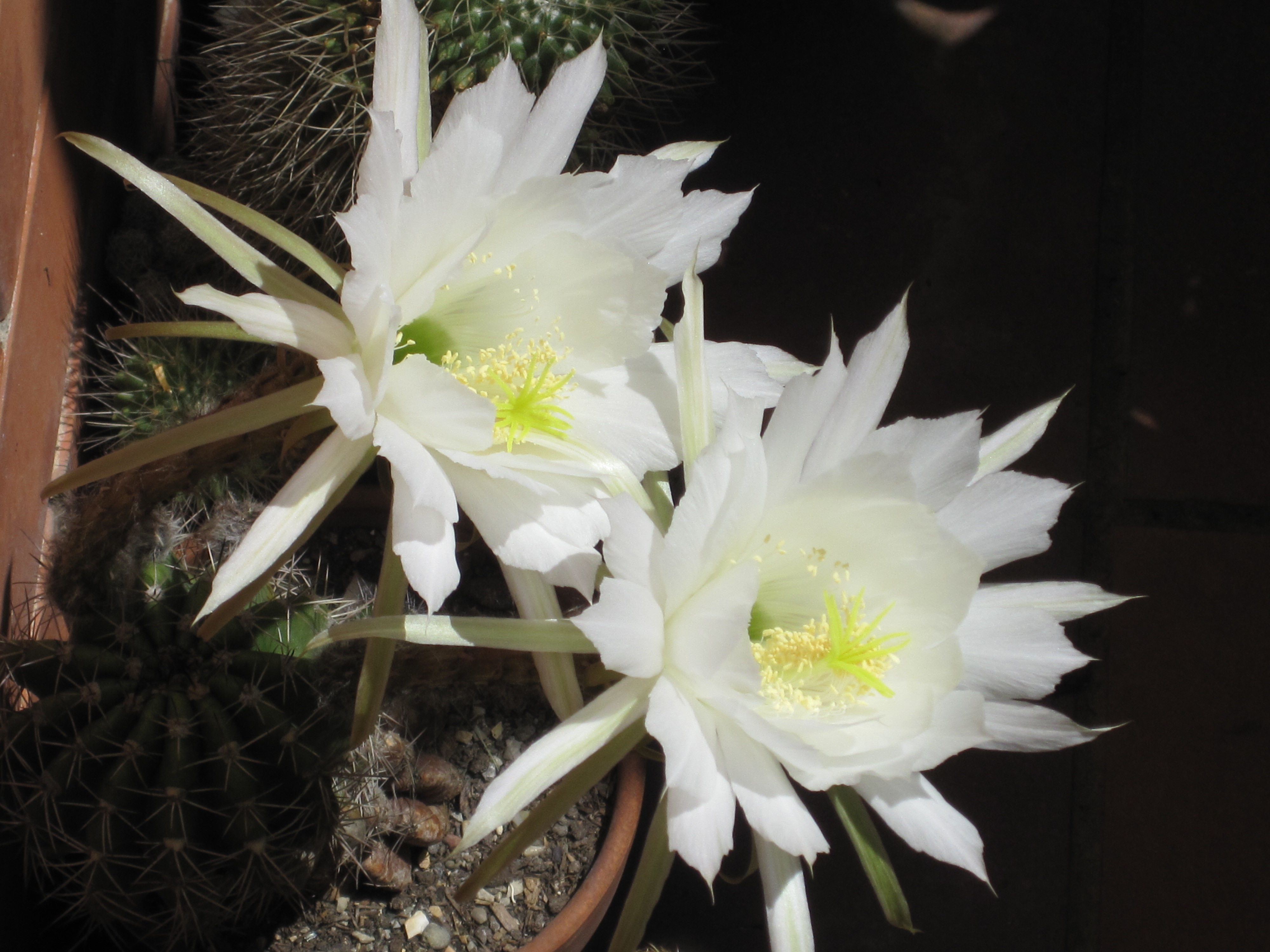
Fleurs

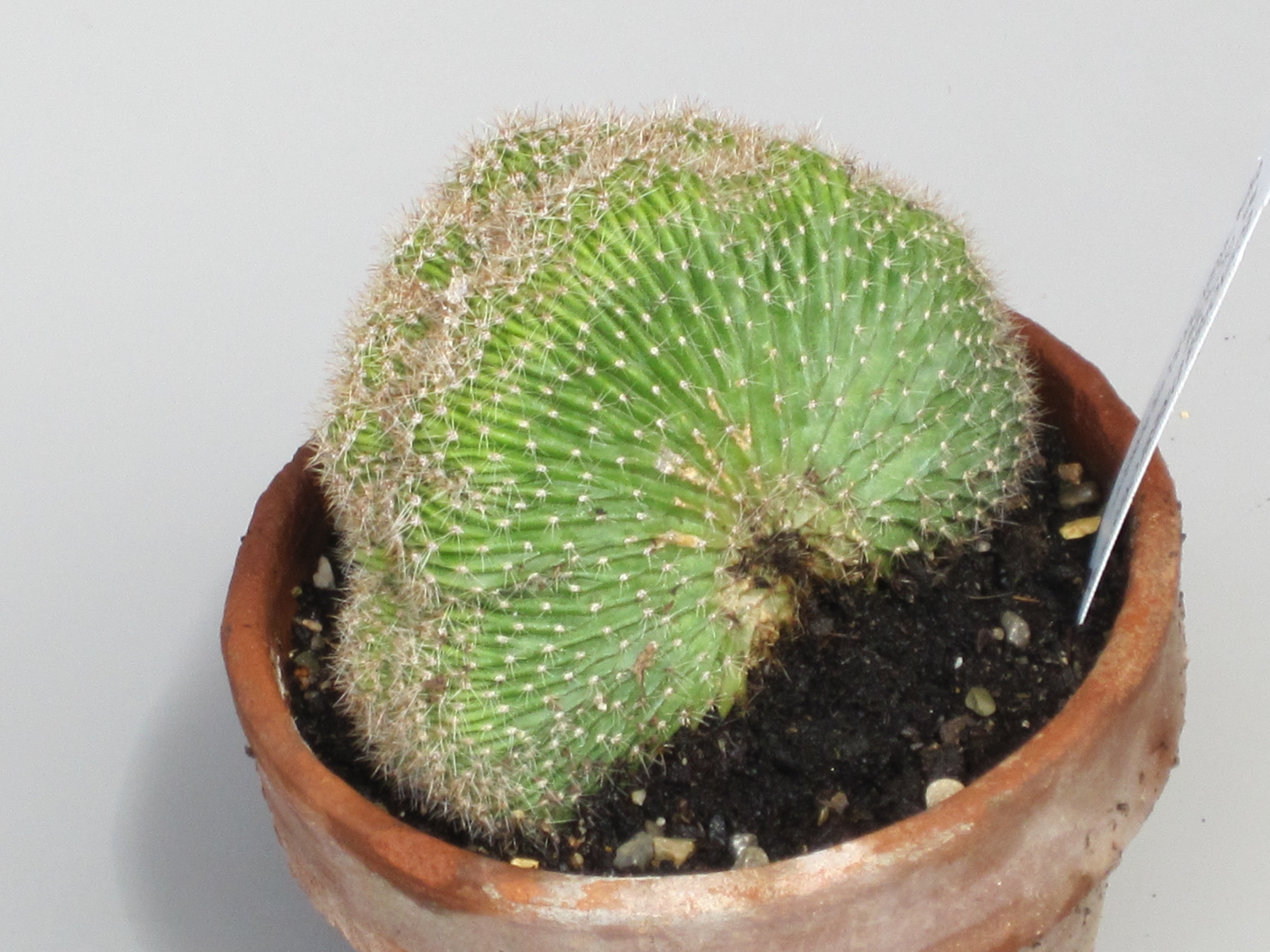
Echinopsis eyriesii cristé

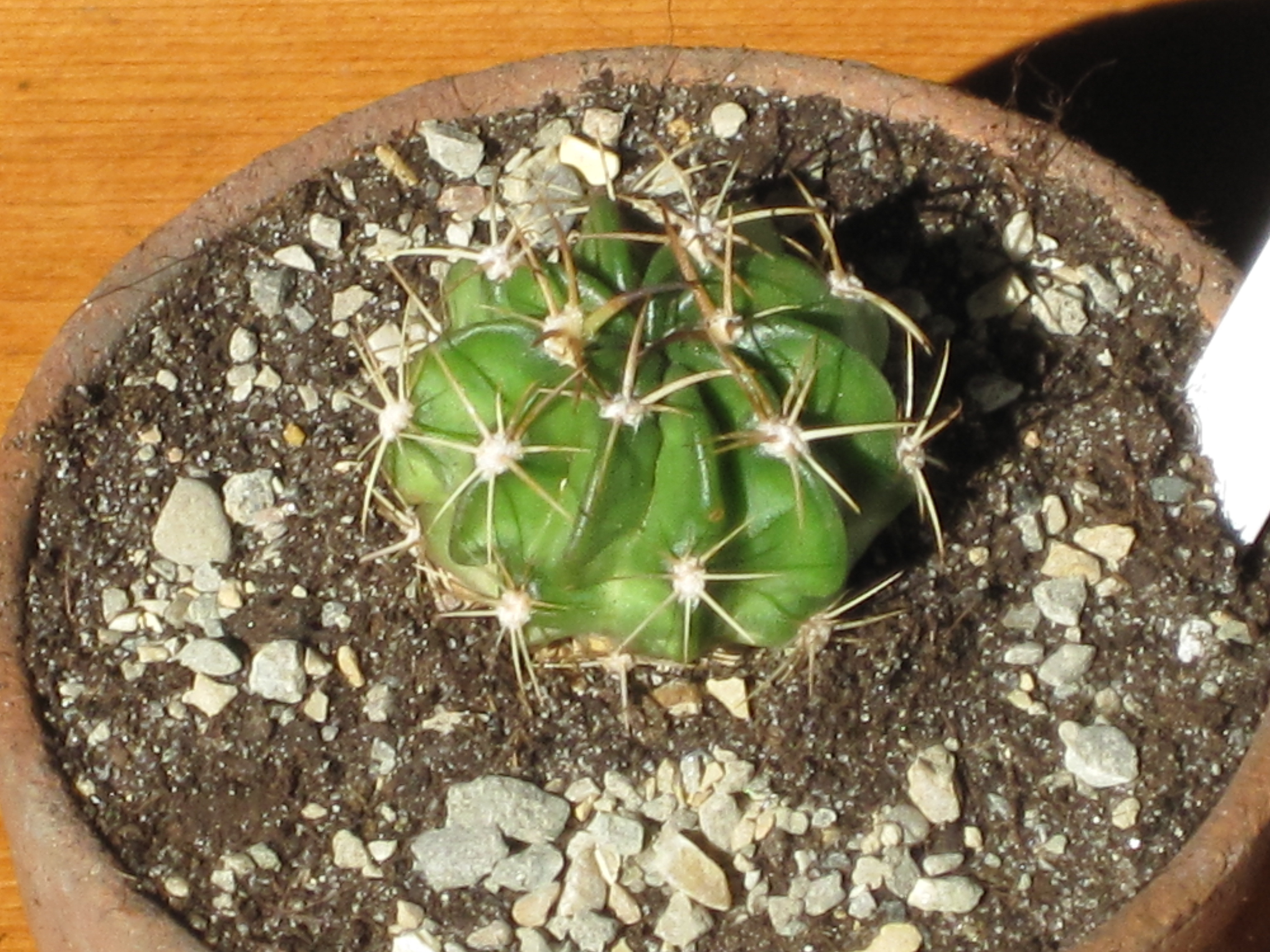
Echinopsis calorubra

Echinopsis est un genre de plantes à fleurs de la famille des Cactaceae. C'est l'un des principaux genres de sa famille avec près de 180 espèces décrites originaires d'Amérique du Sud. Les Echinopsis sont parfois dénommés cactus-oursins ou cactus lys de Pâques.

## Étymologie
Du grec Echinos (=hérisson ou oursin) et Opsis (=apparence) : en forme de hérisson à cause des épines.

## Description
Les espèces vont d'espèces de la taille d'un arbre à de petits cactus globuleux.
Une petite espèce, E. chamaecereus, est connue sous le nom de cactus cacahuete.
Echinopsis se distingue de Echinocactus par la longueur de la fleur, de Cereus par la forme et la taille et des deux par la position des fleurs sur la tige. Ils sont remarquables pour leur grande taille, la longueur du tube floral, et la beauté de leurs fleurs qui sont généralement plus grandes et plus belles que ne le laissait présager le bouton floral.

## Distribution
Les espèces du genre Echinopsis se trouvent seulement en Amérique du Sud (Nord de l'Argentine, Bolivie, sud du Brésil, Uruguay, Paraguay). Elles poussent uniquement dans les situations où le sol est sablonneux ou graveleux, sur les flancs de collines ou dans les fissures des roches.

## Culture
Les saisons de croissance et de repos de Echinopsis sont les mêmes que pour Echinocactus.
Le calcaire maintient le sol poreux, il est important que le sol soit bien drainé.
En hiver, il faut donner très peu d'eau et l'atmosphère doit rester sèche. La température n'a pas besoin de dépasser 10 °C pendant la nuit, et elle peut baisser à 5 °C, à condition de monter jusqu'à 14 °C en journée.
Au printemps, les plantes vont bénéficier de la chaleur du soleil et par temps chaud, on a intérêt à les pulvériser, de préférence le soir.
Le sol ne doit jamais être saturé au risque de faire pourrir les racines.
Aucune des espèces n'a besoin d'être greffée pour se développer et rester en bonne santé, car les tiges sont assez solides et de taille suffisante. Le seul danger est l'excès d'humidité en hiver. Un peu d'arrosage gardera les tiges fraîches et vertes, mais privera les plantes du repos indispensable à l'apparition des fleurs en été.

## Taxonomie

### Transferts vers Echinopsis
Des études dans les années 1970 et 1980 ont absorbé dans Echinopsis plusieurs genres précédemment distincts :
- Acantholobivia  Backeb.
- Acanthopetalus  Y. Itô
- Andenea  Fric  (Nom. inval.)
- Aureilobivia  Fric  (Nom. inval.)
- Chamaecereus  Britton et  Rose
- Chamaelobivia  Y. Itô  (Nom. inval.)
- Cinnabarinea  Fric ex  F. Ritter
- Echinolobivia  Y. Itô  (Nom. inval.)
- Echinonyctanthus  Lem.
- Furiolobivia  Y. Itô  (Nom. inval.)
- Helianthocereus  Backeb.
- Heterolobivia  Y. Itô  (Nom. inval.)
- Hymenorebulobivia  Fric  (Nom. inval.)
- Hymenorebutia  Fric ex Buining
- Leucostele  Backeb.
- Lobirebutia  Fric  (Nom. inval.)
- Lobivia  Britton et  Rose , dont le nom était une anagramme de Bolivia, le pays d'où elle est originaire.
- Lobiviopsis  Fric  (Nom. inval.)
- Megalobivia  Y. Itô  (Nom. inval.)
- Mesechinopsis  Y. Itô
- Neolobivia  Y. Itô
- Pilopsis  Y. Itô  (Nom. inval.)
- Pseudolobivia  (Backeb.)
- Rebulobivia  Fric  (Nom. inval.)
- Salpingolobivia  Y. Itô
- Scoparebutia  Fric et Kreuz. Ex Buining
- Setiechinopsis  (Backeb.) De Haas
- Soehrensia  Backeb.
- Trichocereus  (A. Berger) Riccob .

Certains ont proposé de fusionner Rebutia ainsi.
Les modifications taxonomiques ont été critiquées (). En particulier l'inclusion du genreTrichocereus , et la formation d'un immense nouveau genre complexe sans un accompagnement de monographie.
Certains problèmes se posent également en raison de collisions de noms d'espèces. Plus particulièrement, il existait deux Echinopsis Bridgesii et Trichocereus Bridgesii , qui sont des plantes très différentes. Echinopsis Bridgesii est un cactus court agglutiné, tandis que Trichocereus Bridgesiiest un grand cactus en colonne similaire au cactus San Pedro. Dans la nouvelle classification, Trichocereus Bridgesii est connu sous le nom de Echinopsis lageniformis . Il convient de souligner que beaucoup utilisent encore l'ancien appellation Trichocereus, en particulier dans les écrits ethnobotaniques.